# پاینویل (میزوری)
پاینویل (به انگلیسی: Pineville) یک شهر در ایالات متحده آمریکا است که در شهرستان مک‌دونالد، میزوری واقع شده‌است. پاینویل ۸٫۰۵ کیلومتر مربع مساحت و ۷۹۱ نفر جمعیت دارد و ۲۷۴ متر بالاتر از سطح دریا واقع شده‌است.